# Aaron Ben Asher de Karlin
Aaron Ben Asher de Karlin (1802- 23 de junho de 1872) foi um rabino chassídico no noroeste da Imperio Rússia Russia. Ele possuia muitos seguidores. Ele reinou em Karlin, perto Pinsk, no governo de Minsk, em sucessão a seu pai e seu avô, Aaron ben Jacob, mas alguns anos antes de sua morte foi removido para Stolin, uma cidade a várias milhas de distância. Ele morreu, aos setenta anos, em Malinovka, perto de Dubno, em Volhynia.